# كازوكي يازاوا
كازوكي يازاوا (باليابانية: 矢沢一輝) هو راكب الكنو ياباني، ولد في 4 مارس 1989.

## وصلات خارجية
- كازوكي يازاوا على موقع أوليمبيديا (الإنجليزية)